# 임자 (백제)
임자(壬子, ?~?)는 남부여 의자왕 때 재상이다.

## 개요
임자(壬子)의 출신은 정확히 알려져 있지 않다. 655년 당시 임자는 내정을 맡은 좌평으로 있었다.
남부여는 가야의 영토였던 부산현령(夫山縣令) 조미압을 포박하였다. 조미압은 가야 출신 신라의 대장군 김유신과 내통하였는데, 그들은 “남부여의 존망을 알 수 없으니 만약 멸망하면 그대가 우리에게 의지할 것이요, 우리가 망하면 내가 그대에게 의지할 것이다.”라며 김유신과 내통하기 시작했다고 한다. 조미압은 임자를 포섭하여 남부여의 실정을 알아내고 그 정보를 김유신에게 알려 주었다.
이 무렵 조미압과 임자는 김유신과 내통하였다고 전해지며, 김유신은 그들을 통해 의자왕을 조종하여 남부여의 정치적 혼란을 유도했다고 한다. 김유신은 임자, 조미압에게 넘겨 받은 정보를 토대로 655년. 태종무열대왕 2년에 남부여를 공격하여 도비천성(刀比川城)을 성공적으로 얻을 수 있었다.

## 임자가 등장하는 작품
- 《삼국기》(KBS, 1992년~1993년 배우:김성일
- 《연개소문》(SBS, 2006년~2007년, 배우 : 김동균)
- 《계백》(MBC, 2011년, 배우 : 이한위)
- 《대왕의 꿈》(KBS, 2012년~2013년 배우:허맹호

## 같이 보기
- 의자왕
- 조미압
- 은고
- 임자도
- 임나
- 금관가야
- 흥무대왕